# Saint-Clément-à-Arnes
Saint-Clément-à-Arnes – miejscowość i gmina we Francji, w regionie Grand Est, w departamencie Ardeny.
Według danych na rok 2010 gminę zamieszkiwały 102 osoby, a gęstość zaludnienia wynosiła 10 osób/km².